# Creative Europe MEDIA

Logo des ersten MEDIA-Programms der Europäischen Union

Logo des seit Anfang 2014 wirksamen MEDIA sub-programme of Creative Europe

MEDIA sub-programme of Creative Europe, kurz Creative Europe MEDIA (wobei MEDIA als französischsprachiges Apronym für Mesures pour Encourager le Développement de l’Industrie Audiovisuelle steht, in deutscher Sprache für Maßnahmen zur Förderung der Entwicklung der audiovisuellen Industrie), ist ein Programm der Europäischen Union zur Förderung der europäischen Film- und audiovisuellen Medienindustrie in den Mitgliedsstaaten der Europäischen Union und einigen assoziierenden Ländern. Hauptförderungsgegenstand ist die Filmprojektentwicklung sowie der Verleih und Vertrieb europäischer Filme.
MEDIA wird mit seiner fünften Auflage seit Januar 2014 als Creative Europe MEDIA und damit als eines der beiden Teilprogramme von Creative Europe fortgesetzt, das die Kultur- und Medienförderungen der Europäischen Union zusammenfasst. Am 1. Januar 2021 startete Creative Europe MEDIA in seine sechste Laufzeit, es verfügt für die siebenjährige Programmlaufzeit bis 31. Dezember 2027 über ein Budget von 1,4 Milliarden Euro (58 Prozent des Gesamtbudgets von 2,442 Milliarden Euro), 805 Mio. Euro (33 Prozent) stehen dem KULTUR-Programm und 220 Mio. Euro für den Bereich CROSS SECTOR zur Verfügung, dessen Fokus auf innovative Digitalprojekte und journalistische Kooperationen liegt.

## Fördermaßnahmen und -ziele
Der Verleih und Vertrieb europäischer Filme steht mit der höchsten Fördersumme im Zentrum der Förderungen des Creative Europe Teilprogramms MEDIA. Gefördert werden Verbünde europäischer Verleiher, die einen nicht-nationalen europäischen Kinofilm herausbringen möchten. Es gibt zudem eine Förderung für Weltvertriebe und eine sogenannte automatische Verleihförderung, bei der europäische Verleiher Gelder pro verkauftem Ticket eines europäischen Filmes erhalten, die dann wieder nach vorgegebenen Modellen in europäische Filme reinvestiert werden müssen.
Ergänzend dazu fördert die Europäische Union auch Filmfestivals, Märkte und Events mit einem hohen europäischen Programmanteil und Promotionsmaßnahmen für europäische Filme, zum Beispiel die Verleihung des Europäischen Filmpreises durch die European Film Academy. Viele der Promotion-Projekte werden von der European Film Promotion (EFP) durchgeführt, deren bekannteste Aktivität die jährliche Vergabe der Shooting Star Awards an junge, talentierte europäische Schauspieler im Rahmen der Berlinale ist.
Ebenfalls gefördert werden Fortbildungsmaßnahmen für u. a. Produzenten, Regisseure, Autoren, Redakteure und Entwickler von Computerspielen.
Auf Initiative von MEDIA und mit Unterstützung des Centre national du cinéma et de l’image animée (CNC) in Frankreich wurde 1992 das europäische Kinonetzwerk Europa Cinemas gegründet, in dem sich Kinos mit einem hohen Programmanteil europäischer Filme zusammengeschlossen haben. MEDIA unterstützt das Netzwerk bis heute.
Nicht gefördert wird im Rahmen von MEDIA – im Gegensatz zu den nationalen Filmförderungen in Deutschland – die Produktion von Filmen, es gibt lediglich eine Förderung der Entwicklung von Film- und TV-Projekten sowie von Computerspielen.

## Geschichte
Erste Initiativen für eine gemeinsame europäische Medienpolitik gab es bereits ab den 1960er-Jahren. Abkommen zur Erleichterung von europäischen Koproduktionen oder deren Förderung scheiterten vorerst jedoch an unterschiedlichen nationalen Interessen. Mit dem 1984 erschienenen Grünbuch Fernsehen ohne Grenzen wurde dann die ideelle Grundlage für einen europäischen Film- und Fernsehmarkt publik. Das Grünbuch forderte erstmals „die Öffnung der innergemeinschaftlichen Grenzen für die nationalen Fernsehprogramme“, um den „freien Fluss von Informationen, Ideen, Meinungen und kulturellen Leistungen der Gemeinschaft“ zu gewährleisten. Vorangegangen war der Publikation schon 1983 eine Entschließung der Europäischen Kommission „zur Förderung des Filmwesens“, die in der Gemeinschaft allerdings nicht umgesetzt werden konnte. 1988 wurde dann vom Europarat ein erster Koproduktionsfonds verabschiedet, der unter dem Namen Eurimages bis heute existiert. Die Europäische Gemeinschaft (EG), der Vorgänger der EU, arbeitete jedoch noch immer an einem Konzept zur Förderung der europäischen Filmwirtschaft, wobei sich diese nicht auf die Produktion – wo auf nationaler Ebene noch immer sehr viele und unterschiedliche Förderinstitutionen und -konzepte bestehen –, sondern auf die internationale Verbreitung europäischer Filme konzentrieren sollte. Bis 1987 waren über 2000 Experten an der Erarbeitung von Projektvorschlägen und -konzepten beteiligt, neun Förderprogramme wurden dann von 1987 bis 1990 auf ihre Praxistauglichkeit getestet, darunter das europäische Filmbüro EFDO (European Film Distribution Office) in Hamburg, aus dem später die European Film Promotion (EFP) hervorging, und die noch heute bestehende Initiative Cartoon.
Am 21. Dezember 1990 fasste der Rat der Europäischen Gemeinschaft den Beschluss zur Durchführung eines Aktionsprogramms MEDIA (1991–1995). Dieses erste, auf fünf Jahre festgelegte, MEDIA-Programm verfügte über ein Gesamtbudget von 200 Millionen ECU. In jedem europäischen Land wurden Büros gegründet, die MEDIA Desks und Antennen, um als Verbindungsstelle zwischen den europäischen Institutionen und der Filmbranche aktiv zu sein. Das Netzwerk der Desks wurde stetig ausgebaut, heute firmieren die Büros als Creative Europe Desks. Bereits damals stand der Verleih- und der Vertrieb von bereits fertiggestellten Filmen im Zentrum der Förderungen. Daneben wurden mit der MEDIA Business School, EAVE oder Sources auch die Aus- und Fortbildung von Filmschaffenden gefördert sowie mit den Initiativen Script, Cartoon, Documentary und Map-TV die Projektentwicklung, die jeder Filmproduktion vorausgeht.
1996 trat das Nachfolgeprogramm, MEDIA II, in Kraft. Es verfügte über ein Budget von 310 Millionen ECU. Nach Analyse des Vorgängerprogramms, das unter anderem wegen der vielfachen Überschneidung der 19 einzelnen Projekte kritisiert worden war, wurde MEDIA II in lediglich drei Stränge, den Hauptförderungszwecken entsprechend, gegliedert: Projektentwicklung, Vertrieb und Fortbildung.
Nachfolger von MEDIA II wurde schließlich MEDIA Plus, das für die Programmlaufzeit von 2001 bis 2006 über ein Budget von 483 Millionen Euro verfügte. Von 2007 und bis 2013 lief das Nachfolgeprogramm MEDIA 2007 mit einem Gesamtbudget von 755 Millionen Euro. Mit seiner fünften Auflage wurde MEDIA ab 2014 als Teilprogramm von Creative Europe fortgesetzt. Creative Europe wurde im Herbst 2013 vom Europäischen Parlament und vom Europäischen Rat verabschiedet, Rechtsgrundlage ist die EU-Verordnung Nr. 1295/2013. Das Programm verfügte für eine Laufzeit von sieben Jahren vom 1. Januar 2014 bis zum 31. Dezember 2020 über ein Gesamtbudget von 1,46 Milliarden Euro, wovon 824 Millionen Euro auf das Sub-Programm MEDIA, 455 Millionen Euro auf das Sub-Programm Kultur, 121 Millionen Euro auf den Garantiefonds (seit 2016) sowie 63 Millionen Euro auf die transnationale politische Zusammenarbeit entfielen.
Am 1. Januar 2021 startete Creative Europe MEDIA in eine neue siebenjährige Laufzeit bis Ende 2027.